# Sabaudia liguriae
Sabaudia liguriae är en kammanetart som beskrevs av Ghighi 1909. Sabaudia liguriae är ensam i släktet Sabaudia som ingår i familjen Pleurobrachiidae. Inga underarter finns listade i Catalogue of Life.